# Richard Bona

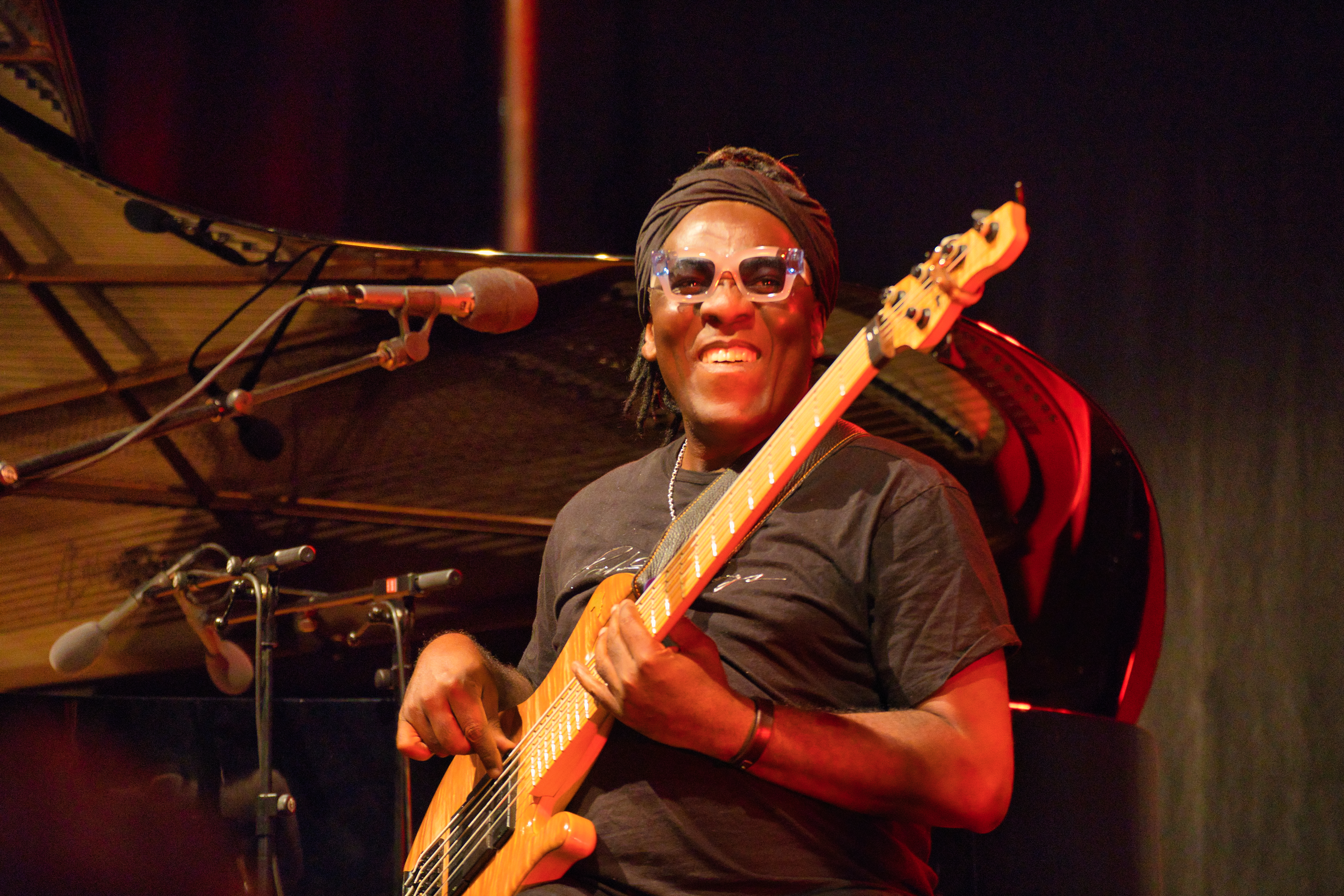
Richard Bona auf dem INNtöne Jazzfestival (2022)

Richard Bona (* 28. Oktober 1967 in Minta) ist ein kamerunischer Jazz-Bassist, Gitarrist und Sänger.

## Werdegang
Nach kurzem Aufenthalt in Deutschland ging Bona nach Frankreich, wo er mit Manu Dibango, Salif Keita und Didier Lockwood spielte. Auch nahm er mit Joe Zawinul auf.
1995 zog er nach New York City, wo er mit Musikern wie Larry Coryell, Michael und Randy Brecker, Mike Stern, Steve Gadd, Chick Corea sowie Pat Metheny arbeitete. 2008 trat er auf dem North Sea Jazz Festival mit Bobby McFerrin auf. Außerdem bildete er 2007 eine neue Gruppe zusammen mit den Musikern Gerald Toto und Lokua Kanza, die beim FMM Festival das Musicas do Mundo 2008 in Sines Portugal auftrat und ein Album einspielte. Mit eigener Band war er beim Montreux Jazz Festival 2016. 2019 und 2022 war er mit Alfredo Rodríguez auf Tournee.
Bona lehrt Bassgitarre an der New York University.

## Diskografie (Auswahl)
- 1999: Scenes from My Life
- 2000: North Sea Jazz Festival
- 2001: Reverence
- 2003: Mo' Bop I
- 2003: Munia
- 2004: Live in Paris
- 2004: Mo' Bop II
- 2004: Toto Bona Lokua
- 2005: Tiki
- 2006: Mo' Bop III
- 2006: Richard Bona & Sadao Watanabe - Live - One For You
- 2008: Bona Makes You Sweat - Live
- 2009: The Ten Shades of Blues
- 2013: Bonafied
- 2016: Mandekan Cubano Heritage